# Михелщат
Михелщат (на немски: Michelstadt) е град в Оденвалд в Южен Хесен, Германия, с 16 642 жители (2015). Намира се между градовете Дармщат и Хайделберг.